# Shingū

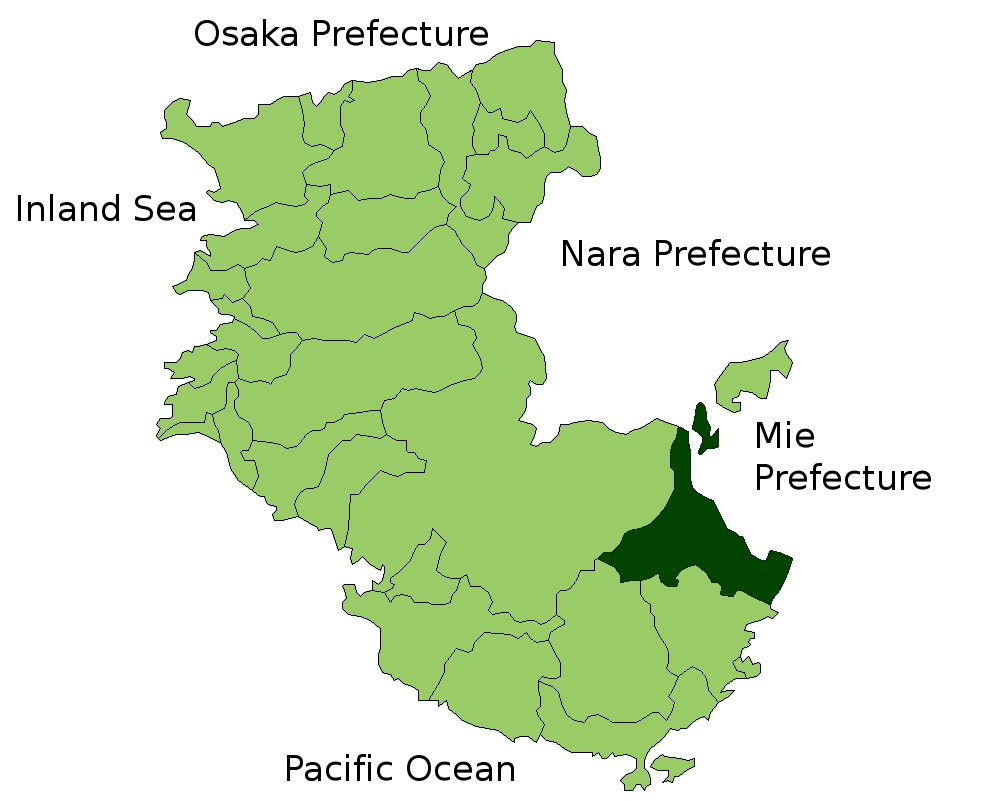

Shingū (新宮市 Shingū-shi?) este un municipiu din Japonia, prefectura Wakayama.